# Szymanskiïta
La szymańskiïta o szymanskiïta és un mineral de la classe dels carbonats. Va ser anomenat en reconeixement de Jan Tomasz Szymańsk, cristal·lograf canadenc, per les seves contribucions en mineralogia i cristal·lografia, incloent la resolució de l'estructura de l'esmentat mineral.

## Característiques
La szymańskiïta és un carbonat de fórmula química Hg16(Ni,Mg)₆(CO₃)₁₂(OH)₁₂(H₃O)₈•3H₂O. Cristal·litza en el sistema hexagonal.
Segons la classificació de Nickel-Strunz, la szymańskiïta pertany a «05.D - Carbonats amb anions addicionals, amb H2O, amb cations grans i de mida mitjana» juntament amb els següents minerals: nasledovita, paraalumohidrocalcita, dresserita, dundasita, montroyalita, estronciodresserita, petterdita, kochsandorita, hidrodresserita, schuilingita-(Nd), sergeevita i alumohidrocalcita.

## Formació i jaciments
Es troba en pororitat tipus vuggy, en cavitats i disseminat en quars. S'ha descrit tan sols a dos indrets: a la seva localitat tipus, la mina Clear Creek, situada al districte de New Idria del comtat de San Benito (Califòrnia, Estats Units), i a la mina Eugenia, situada a la localitat catalana de Bellmunt del Priorat (Priorat).